# Паэгле, Леон
Ле́он Мартынович Па́эгле (латыш. Leons Paegle, 10 июня 1890 — 28 января 1926) — латышский писатель, драматург и общественный деятель.

## Биография
Родился 10 июня 1890 года в Видрижской волости (нынешний Лимбажский край Латвии) в семье кузнеца.
Учился в Видрижской начальной школе (1899—1903), Ледургской приходской школе, в Вольмарской учительской семинарии (1906—1910), в Московском городском народном университете имени А. Л. Шанявского (1914—1917).
Работал учителем в Кримулдской волостной школе (1911), в фабричной школе предпринимателя-мецената Августа Домбровского в Вецмилгрависе, сотрудником Общества по борьбе с пропагандой алкоголя «Зиемельблазма». В годы Первой мировой войны жил в Москве. Был председателем совета Московской латышской школы, членом исполнительного комитета Курземского совета, членом Латвийской социал-демократической рабочей партии (1917).
В 1919 году вернулся в Латвию. Работал инспектором в 1-й Рижской средней школе, был лектором совета Педагогической организации работников внешкольного образования, депутатом Рижской думы (1922 и 1925). С 1921 года неоднократно подвергался аресту за членство в запрещённой Коммунистической партии Латвии. В 1925 году был освобождён под залог в связи с тяжёлой болезнью.
Умер в Риге 28 января 1926 года, похоронен на Лесном кладбище. Его похороны вылились в широкую манифестацию.

## Память
С 1944 по 1990 год имя Леона Паэгле носила 1-я средняя школа и улица Антонияс в Риге. В 1959 году в родном доме писателя в Лимбажском районе был открыт мемориальный музей. До начала 1990-х годов его именем была названа одна из центральных улиц города Риги (сейчас возвращено её прежнее название — улица Антонияс). До сих пор имя писателя носят улицы в городах Валмиера, Екабпилс, Кулдига, Лиепая, Огре, Саулкрасты, Сигулда, Цесис, Юрмала. Имя Леона Паэгле носил Государственный Валмиерский театр драмы Латвийской ССР.

## Творчество
Литературные публикации с 1908 года. Творчество Леона Паэгле отличается острым драматизмом, экспрессионизмом, ясностью фабулы, пропитано бодростью классовой борьбы и коммунистическим пафосом. Использовал псевдонимы Юстус, Арлекин, Красный арлекин.
Наиболее известен своими следующими работами: сборники стихов «Знамёна» (1922), «Тюрьмы не помогают»(1923), сборники рассказов «Дети труда» (1921) и «Через порог страдания» (1922), неоконченный роман «Мёртвая петля», пьесы «Воскресение» (1919, первая постановка Рабочего театра Советской Латвии), Жар-птица (1925), «Боги и люди» (1914, либретто оперы Я. Медыньша). Переводил труды А. С. Пушкина, М. Ю. Лермонтова, А. Блока и Г. Гауптмана.

## Постановки
- 1952 — «Жар-птица» (латыш. "Ugunsputns") был поставлен Рижским ТЮЗом на латышском языке